# Овчар Анастасія Олександрівна
Анастасíя Олексáндрівна Овчáр (21 липня 1999, с. Воронцівка Куп'янського району Харківської області) — юна героїня, яка у віці 5 років під час пожежі врятувала свою молодшу сестру.

## Героїчний вчинок
15 березня 2005 року під час пожежі у будинку родини Овчар 5-річна Анастасія винесла з охопленої вогнем і димом хати свою 2-річну сестру Людмилу, чим урятувала їй життя. Сама Настя Овчар при цьому дістала опіки — майже 80 % поверхні тіла.

## Лікування і реабілітація
Після 12 діб інтенсивної терапії в лікувальних закладах Києва пройшла тривалий (6 місяців) курс лікування і реабілітації у клініці «Шрайнерс» (Бостон, США). Було проведено серію складних операцій із пересадки шкіри, після чого кожні півроку проводяться нові планові операції (остання з них відбулася у 2021 році).
У 2005 році сім'я Овчар отримала квартиру в Дніпровському районі Києва. У цьому районі дівчинка була ученицею навчально-виховного комплексу «Домінанта». Після закінчення дев'ятого класу Анастасія Овчар вступила до Київського міського медичного коледжу.
Хрещеною матір'ю Анастасії стала 2005 року Ніна Карпачова. У соборі в Феофанії священик дозволив охрестити дитину вдруге, коли вона вижила.

## Відзнаки
За її вчинок Анастасію Овчар у 2008 році нагороджено медаллю «За врятоване життя»  (перший указ про нагородження новою медаллю).
Уповноважений Верховної Ради України з прав людини Ніна Карпачова вручила Насті Овчар найвищу нагороду омбудсмена — відзнаку «За мужність» (2006).
Лауреатка премії «Гордість країни» 2005 року в номінації «Дитяча мужність».